# Championnat de Tunisie masculin de volley-ball 2011-2012
Navigation
Saison précédente Saison suivante
Le championnat de Tunisie masculin de volley-ball 2011-2012 est la 57e édition à se tenir depuis 1956. Il est disputé par les onze meilleurs clubs en deux phases : une première phase de classement en aller et retour et une deuxième de play-off à élimination directe pour les quatre premiers et de play-out pour les sept autres.
L'Étoile sportive du Sahel conserve le championnat après une lutte serrée avec le Club sportif sfaxien. Ce dernier sauve sa saison en s'octroyant la coupe de Tunisie au détriment de l'Espérance sportive de Tunis (3-1). Les champions dirigés par Foued Kammoun sont Noureddine Hfaiedh, Chaker Ghezal, Mohamed Ben Slimane, Haykel Jerbi, Marouene Garci, Amen-Allah Hemissi, Stanislaw Pieczonka, Ramzi Nahali, Foued Belaâjouza, Mohamed Ayeche, Mohamed Ali Ben Ali, Marouene Chtioui, Seif Hmem et Bilel Boughattas.
Le Club sportif de Hammam Lif, rescapé de la saison précédente, ne réussit pas à échapper cette fois-ci à la relégation. Il cède sa place au Fatah Hammam El Ghezaz. En outre, la situation se complique pour Saydia Sports qui a raté plusieurs matchs. Deux parmi eux sont considérés comme des défaites par forfait et les autres ont été rejoués.

## Division nationale A

### Première phase
Les quatre premiers jouent le play-off et les autres disputent le play-out.
| Rang | Équipe                                | Points | Matchs | Victoires à 3 pts | Victoires à 2 pts | Défaites à 1 pt | Défaites à 0 pt | Sets pour | Sets contre |
| 1    | Club sportif sfaxien                  | 53     | 20     | 15                | 4                 | 0               | 1               | 58        | 13          |
| 2    | Étoile sportive du Sahel              | 53     | 20     | 16                | 2                 | 1               | 1               | 57        | 15          |
| 3    | Espérance sportive de Tunis           | 51     | 20     | 16                | 1                 | 1               | 2               | 54        | 16          |
| 4    | Club olympique de Kélibia             | 35     | 20     | 10                | 0                 | 5               | 5               | 40        | 32          |
| 5    | Avenir sportif de La Marsa            | 26     | 20     | 8                 | 1                 | 0               | 11              | 31        | 38          |
| 6    | Union sportive des transports de Sfax | 25     | 20     | 6                 | 3                 | 1               | 10              | 34        | 41          |
| 7    | Saydia Sports                         | 24     | 20     | 6                 | 2                 | 4               | 8 (2F)          | 33        | 44          |
| 8    | Union sportive de Carthage            | 24     | 20     | 6                 | 3                 | 1               | 10              | 30        | 43          |
| 9    | Tunis Air Club                        | 13     | 20     | 3                 | 1                 | 2               | 14              | 20        | 50          |
| 10   | Aigle sportif d'El Haouaria           | 12     | 20     | 3                 | 0                 | 3               | 14              | 21        | 54          |
| 11   | Club sportif de Hammam Lif            | 11     | 20     | 2                 | 2                 | 1               | 15              | 19        | 53          |

### Phase finale attribution du titre
|  | Demi-finales               | Demi-finales             | Demi-finales             | Demi-finales             | Demi-finales             |   |                           | Finale                                  | Finale                    | Finale                    | Finale                    | Finale |
|  |                            |                          |                          |                          |                          |   |                           |                                         |                           |                           |                           |        |
|  | Sam 24 mars, dim 1er avril |                          |                          |                          |                          |   |                           |                                         |                           |                           |                           |        |
|  | (1) CS Sfax                | 2                        | 3                        | 3                        |                          |   |                           |                                         |                           |                           |                           |        |
|  | (4) CO Kélibia             | 0                        | 0                        | 1                        |                          |   |                           |                                         |                           |                           |                           |        |
|  |                            |                          |                          |                          |                          |   |                           | Sam 7 avril, mer 11 avril, sam 14 avril |                           |                           |                           |        |
|  |                            |                          |                          |                          |                          |   | ES Sahel                  | 2                                       | 3                         | 0                         | 3                         |        |
|  |                            | CS Sfax                  | 1                        | 1                        | 3                        | 1 |                           |                                         |                           |                           |                           |        |
|  |                            |                          |                          |                          |                          |   |                           |                                         |                           |                           |                           |        |
|  |                            |                          |                          |                          |                          |   |                           | Match pour la 3e place                  |                           |                           |                           |        |
|  | Sam 24 mars, sam 31 mars   | Sam 24 mars, sam 31 mars | Sam 24 mars, sam 31 mars | Sam 24 mars, sam 31 mars | Sam 24 mars, sam 31 mars |   | Sam 7 avril, mer 11 avril | Sam 7 avril, mer 11 avril               | Sam 7 avril, mer 11 avril | Sam 7 avril, mer 11 avril | Sam 7 avril, mer 11 avril |        |
|  | (2) ES Sahel               | 2                        | 3                        | 3                        |                          |   | ES Tunis                  | 2                                       | 3                         | 3                         |                           |        |
|  | (3) ES Tunis               | 0                        | 1                        | 2                        |                          |   |                           | CO Kélibia                              | 0                         | 0                         | 0                         |        |

|  | Suivi de la série. |

|  | Score de l'équipe recevante. |

|  | Score de l'équipe en déplacement. |

### Play-out
| Rang | Équipe                                | Points | Matchs | Victoires à 3 pts | Victoires à 2 pts | Défaites à 1 pt | Défaites à 0 pt | Sets pour | Sets contre |
| 1    | Avenir sportif de La Marsa            | 13     | 6      | 4                 | 0                 | 1               | 1               | 15        | 9           |
| 2    | Saydia Sports                         | 13     | 6      | 4                 | 0                 | 1               | 1               | 15        | 10          |
| 3    | Aigle sportif d'El Haouaria           | 11     | 6      | 3                 | 1                 | 0               | 2               | 14        | 11          |
| 4    | Union sportive de Carthage            | 9      | 6      | 3                 | 0                 | 0               | 3               | 11        | 12          |
| 5    | Tunis Air Club                        | 7      | 6      | 1                 | 2                 | 0               | 3               | 12        | 13          |
| 6    | Union sportive des transports de Sfax | 6      | 6      | 1                 | 1                 | 1               | 3               | 10        | 12          |
| 7    | Club sportif de Hammam Lif            | 4      | 6      | 0                 | 1                 | 2               | 3               | 9         | 17          |

Le Club sportif de Hammam Lif est relégué en nationale B alors que l'Union sportive des transports de Sfax joue le barrage contre le deuxième de la nationale B.

## Division nationale B
Neuf clubs participent à cette compétition dont deux nouveaux, le Club de volley-ball de Monastir et la Medjerdah sportive de Medjez el-Bab, alors que la Zitouna Sports qui a repris son activité l'année précédente avec beaucoup d'ambition et qui a échoué en fin de parcours, a dissous son équipe. Reprennent la compétition l'Étoile olympique La Goulette Kram et l'Association sportive des PTT Tunis.

### Première phase
Les quatre premiers de la phase jouent le play-off.
- 1er : Fatah Hammam El Ghezaz : 44 points
- 2e : Étoile sportive de Radès : 36 points
- 3e : Association sportive des PTT Sfax : 34 points
- 4e : Mouloudia Sport de Bousalem : 32 points
- 5e : Boumhel Bassatine Sport : 30 points
- 6e : Club de volley-ball de Monastir : 13 points
- 7e : Association sportive des PTT (Tunis) : 11 points
- 8e : Étoile olympique La Goulette Kram : 8 points
- 9e : Medjerdah sportive de Medjez : n'a pas terminé la compétition

### Play-off
- 1er : Fatah Hammam El Ghezaz : 18 points
- 2e : Association sportive des PTT Sfax : 9 points
- 3e : Étoile sportive de Radès : 9 points
- 4e : Mouloudia Sport de Bousalem : -1 point

Fatah Hammam El Ghezaz monte en nationale A et l'Association sportive des PTT Sfax dispute les barrages.

### Barrages
Le match des barrages nécessite trois rencontres. Après avoir gagné la première sur un score de 3-1, l'Association sportive des PTT Sfax perd les deux autres (0-3 et 1-3) au profit de l'Union sportive des transports de Sfax ; chacun d'eux reste dans sa division.